# Casa de Ivar Braço Longo

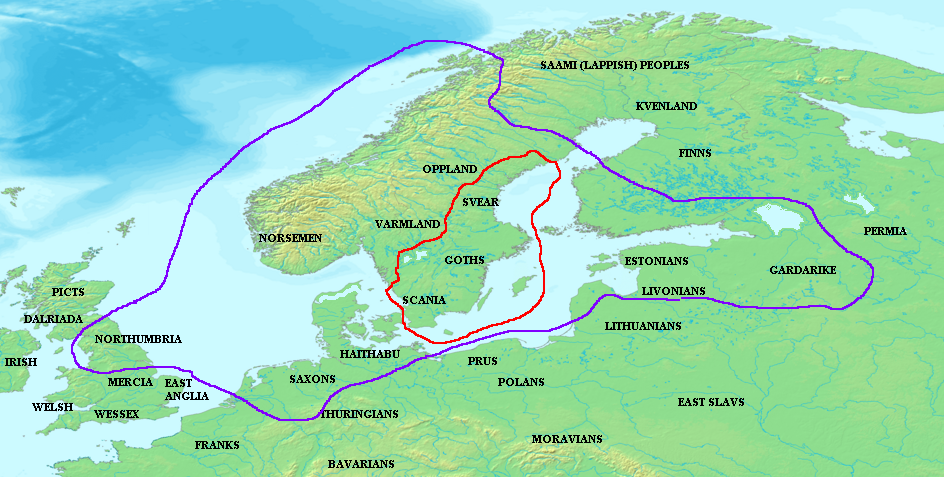
O reino de Ivar Braço Longo (a vermelho) e os seus vassalos tributários (a azul)

A Casa de Ivar Braço Longo (em sueco:  Ivarska och Lodbrokska ätten) foi uma dinastia lendária que regeu a Suécia e Dinamarca por volta dos séculos VII e VIII. O primeiro rei desta dinastia teria sido o dinamarquês Ivar Braço Longo e o último Ósteno, o Barrigudo. Esta série de reis lendários teria sucedido à Dinastia dos Inglingos, e teria sido sucedida pela Casa de Munsö.
A Saga de Hervör (saga islandesa do século XIII) refere um série de reis suecos do século VII ao XII. Embora esteja eivada de incongruências, é um dos poucos documentos que lança luz sobre este período.[carece de fontes?]

## Reis da lendária Casa de Ivar Braço Longo
- Ivar Braço Longo (Ivar Vidfamne; C. 655 - C. 695)
- Haroldo Dente de Guerra (Harald Hildetand; C. 705 - 750; neto de Ivar Braço Longo)
- Randver (Randver; neto de Ivar Braço Longo)
- Ósteno, o Barrigudo (Östen Beli; final do sec VIII; filho de Haroldo Dente de Guerra)
- Sigurdo, o Anel (Sigurd Ring; C. 750 - c. 770; filho de Randver)
- Ragnar Calças Peludas (Ragnar Lodebrok; C. 770 - C. 785; filho de Sigurdo, o Anel)